# 鄭文欽
鄭文欽（1861年—?），字瑞亭，号敬轩，盛京漢軍正紅旗人，清朝政治人物、同進士出身。
光緒五年己卯科，順天乡试中举，十六年（1890年），参加光緒庚寅科殿試，登進士三甲118名。同年五月，改翰林院庶吉士。光緒十八年五月，散館，著以部属用，分发户部，任户部广东司主政，校对官。